# 若木
若木（じゃくぼく）は、中国の伝説で西のはてにあるとされる巨木である。
『山海経』（大荒北経）には赤い木で、青い葉・赤い華であると記されており、郭璞の注による増補では崑崙の西にあたる西極（西の果て）に立っているとも書かれている。『淮南子』墬形訓では、建木からみて西に生えており、枝には10個の太陽かついて地を照らしているとある。
建木や、東のはてに立っている扶桑と共に、世界を構成する重要な役割をもつ巨樹・神樹と見られていたと現代では考えられている。中国の三星堆遺跡から出土した青銅器（青銅神樹）は、この若木をかたどっているのだろうと考察されている。

## 太陽と巨樹
東のはて（東極）の扶桑と西のはて（西極）の若木は、ともに太陽がこれをつたって天地を移動する巨大な木という役割をもって考えられていたとみられている。『楚辞』天問の太陽について書いている箇所には若華（じゃくか）という語が見られ、これは扶桑や若木をつたって空にのぼる太陽を花と表現したものである。
若木は、『山海経』では大荒北経のほぼ最後（大荒北経は東北から西北にいたる構成）に記載されているが、「日月の入るところ」（日没の地）という表現は、むしろ大荒西経に必要以上に頻発する。対となる「日月の出るところ」は大荒東経に同様に多用されており、こちらには扶木（扶桑）の記述がある。昆侖（崑崙）や西極についての記述も大荒西経に存在する点からみれば、「西」に位置するものであるといえる。
このような若木や扶桑に関する記述から、古代中国では日や月が、水で浴（ゆあみ）をし、巨樹をつたって空をのぼりおりする動きをとるという伝承をもっていたと考えられている。
日本での若木という語の受容や言及は、扶桑に較べると小さく、辞書が扶桑国を解説する文脈上で言及する程度にとどまっているようである。たとえば、『下学集』（15世紀）には「扶桑国」の解説文「朝暾必昇於若木扶桑之梢」に「若木」の名が登場する。これは「日本」の異名としての扶桑国を説明するなかで中国の古典に見られる太陽と巨樹の説を引いたものである。この文は『節用集』（文明本、15世紀）などにはほぼ同じかたち、『運歩色葉集』（16世紀）では「朝日必昇若木之梢」と「扶桑」が欠けたかたちで引かれているが、いずれも使用箇所は「扶桑国」であり、主題が「若木（と扶桑）」では無い点で一貫している。